# Интерактом

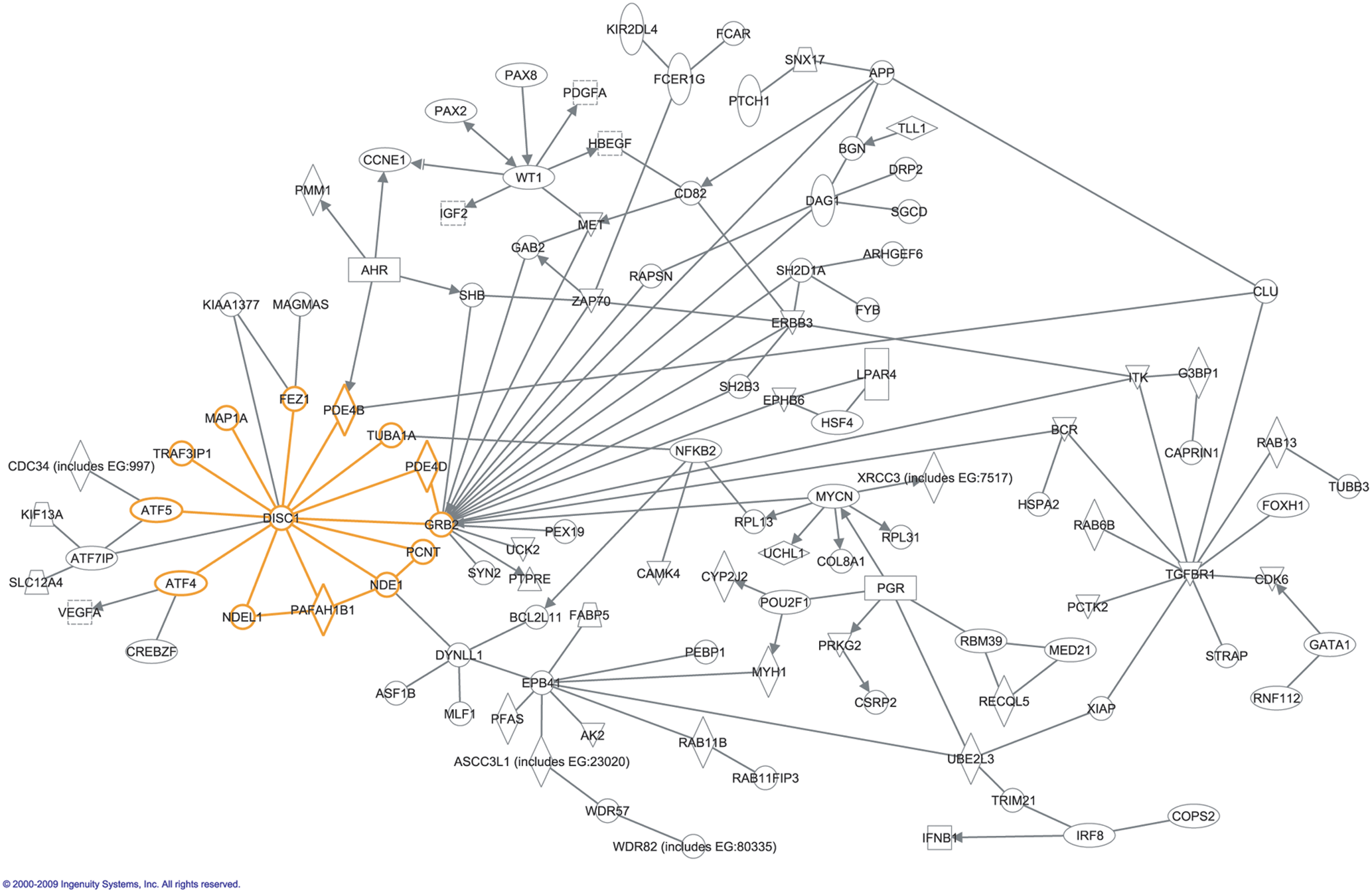
Часть интерактома DISC1 с генами (текст в прямоугольниках) и взаимодействиями (линии между генами) из работы Hennah and Porteous, 2009

Интеракто́м (англ. Interactome) — термин молекулярной биологии, обозначающий полный набор взаимодействий между молекулами в отдельной клетке. Интерактом включает как непосредственные физические контакты между белками (белок-белковые взаимодействия), так и непрямые взаимодействия генов (например, эпистаз).
Слово «интерактом» было изначально придумано в 1999 году группой французских ученых во главе с Бернаром Жаком. С математической точки зрения интерактомы чаще всего представляются как графы.
Интеракто́мика (англ. Interactomics) — дисциплина, которая занимается изучением взаимодействий и последствий этих взаимодействий между белками и другими молекулами внутри клетки. Таким образом, целью интерактомики является сравнение сетей взаимодействий (то есть интерактомов) у различных видов или внутри одного вида, для того чтобы узнать, какие черты таких сетей сохранились или изменились. Интерактомику можно рассматривать как пример подхода «сверху вниз» в системной биологии, который позволяет взглянуть на организм или биосистему в целом. Специалистами в области интерактомики собраны большие наборы полногеномных и протеомных данных и определены корреляции между молекулами. Из этой информации формулируются новые гипотезы об ответных реакциях этих молекул, которые могут быть проверены в новых экспериментах.

## Сети молекулярных и генетических взаимодействий
Молекулярные взаимодействия могут появляться между молекулами различных групп биохимических веществ (белки, нуклеиновые кислоты, липиды, углеводы), а также в пределах одной группы. В случае, когда такие молекулы физически связаны, они образуют сети молекулярных взаимодействий, которые обычно классифицируются согласно природе вовлеченных соединений.
Чаще всего термин «интерактом» относится к сетям белок-белковых взаимодействий или к их подмножествам. Например, интерактом белка Sirt-1 — это сеть, включающая Sirt-1 и белки, напрямую взаимодействующие с ним, а интерактом второго порядка семейства Sirt также иллюстрирует взаимодействия между соседями соседей. Другой широко изученный тип интерактома — ДНК-белковый интерактом (также называемый генно-регуляторной сетью) — это сеть, образованная транскрипционными факторами, белками, регулирующими хроматин, и их генами-мишенями. Даже метаболические сети могут рассматриваться как сети молекулярных взаимодействий: метаболиты, то есть химические компоненты клетки превращаются друг в друга с помощью ферментов, которые должны физически связаться со своими субстратами.
Все типы интерактомов взаимосвязаны и перекрываются. Например, белковые интерактомы содержат много ферментов, которые в свою очередь формируют биохимические сети. Подобным же образом ген-регуляторные сети пересекаются с сетями белковых взаимодействий и с сигнальными сетями.
Высказывалось предположение, что размер интерактома организма коррелирует с биологической сложностью организма лучше, чем размер генома. Однако карты белок-белковых взаимодействий, содержащие несколько тысяч бинарных взаимодействий и доступные для нескольких видов, пополняются с каждым годом и, по-видимому, окончательно не завершены, поэтому это предположение ещё может быть опровергнуто.
Интерактом дрожжей Saccharomyces cerevisiae, включающий все белок-белковые взаимодействия, по оценкам содержит между 10 и 30 тысячами взаимодействий. Наиболее правдоподобной кажется оценка порядка 20 тысяч взаимодействий. Обычно завышенные оценки получаются при рассмотрении непрямых или предсказанных взаимодействий, часто при использовании комбинации методов аффинной хроматографии и масс-спектрометрии.

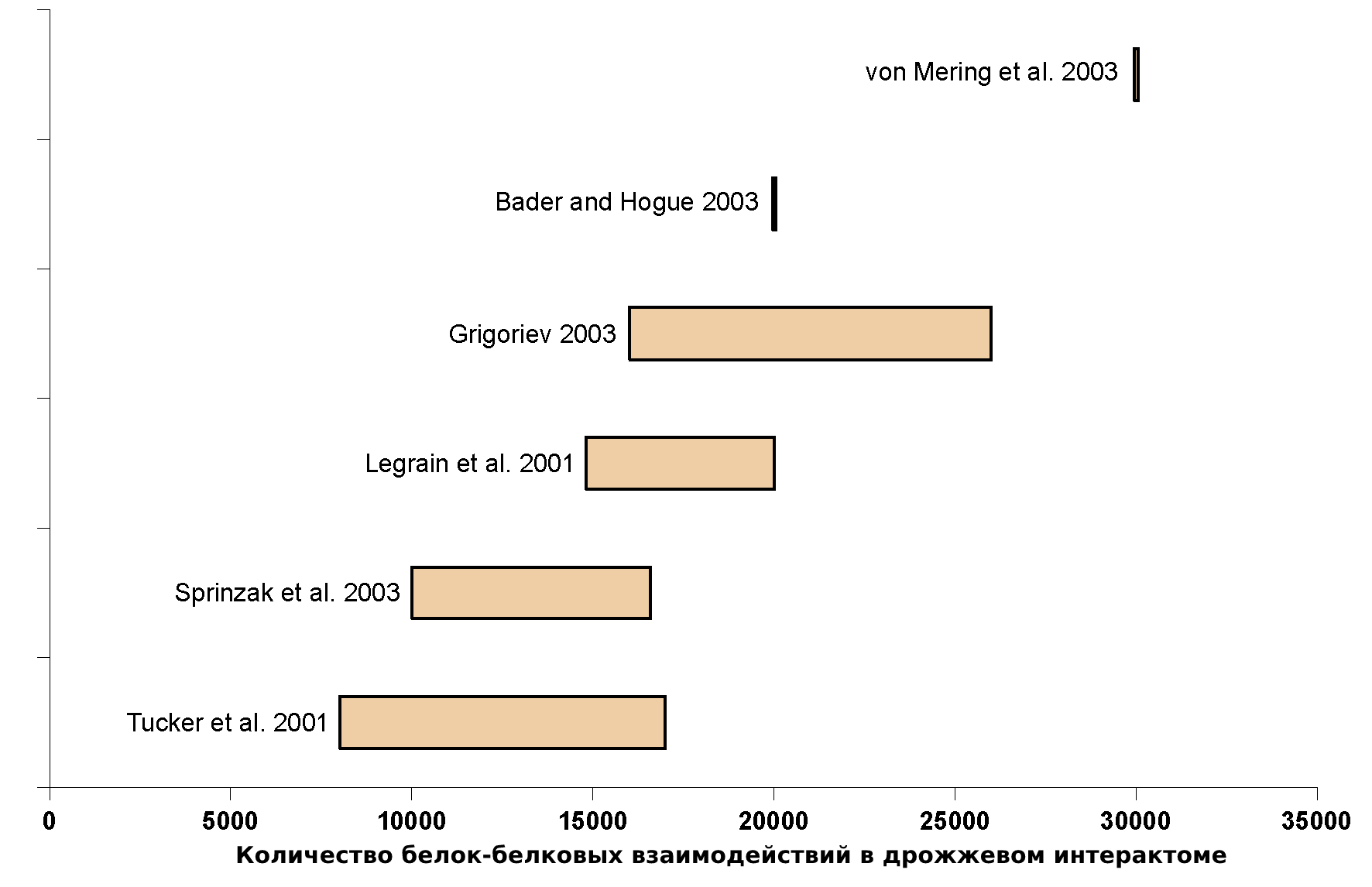
Оценки размера интерактома дрожжей

Гены взаимодействуют таким образом, что они влияют на функции друг друга. Например, одиночная мутация может быть безвредна, однако её комбинация с другой мутацией может оказаться летальной. О таких генах говорят, что они «генетически взаимодействуют». Гены, связанные таким образом, формируют сети генетических взаимодействий. Цели изучения этих сетей включают развитие функциональных карт процессов в клетке, идентификацию мишеней лекарств и предсказание функций неохарактеризованных генов.
В 2010 году наиболее полный из существующих на тот момент интерактомов генетических взаимодействий для дрожжей был основан на 5,4 млн попарных сравнений генов, описывал взаимодействие 75 % всех генов и включал около 170 тысяч взаимодействий. Эти гены были сгруппированы на основе схожести функций для построения функциональной карты клеточных процессов. С помощью этого метода стало возможным предсказание известных генетических функций лучше, чем при помощи любых других геномных данных, а также добавление функциональной информации о ранее не аннотированных генах. При использовании этой модели генетические взаимодействия могут рассматриваться на разных уровнях, что поможет в изучении консервативности генов. В ходе исследования было замечено, что отрицательных взаимодействий вдвое больше, чем положительных, и они более информативны для предсказания физических взаимодействий белковых продуктов генов, а также одинаковой аннотации пары генов терминами генной онтологии. Более того, гены с большим количеством взаимодействий в случае повреждения с большей вероятностью приведут к летальному исходу.

## Экспериментальные методы создания интерактомов
Основной элемент белковой сети — белок-белковое взаимодействие. В то время как существует множество методов исследования белок-белковых взаимодействий, обычно при создании интерактомов применяются только немногие из них, подходящие для крупномасштабных высокопроизводительных экспериментов.
Дрожжевая двугибридная система используется для определения бинарных прямых физических взаимодействий между двумя белками. Кратко, метод заключается в том, чтобы проанализировать взаимодействие белков in vivo в дрожжах путем связывания интересующих белков A и B с разделенными ДНК-связывающим и ДНК-активационным доменами некоторого активатора транскрипции (например, Gal4), соответственно. Конструкция «белок A + ДНК-связывающий домен» называется наживкой (англ. bait), а конструкция «белок B + активационный домен» называется жертвой (англ. prey). Если белки A и B взаимодействуют, то из двух фрагментов собирается функциональный активатор транскрипции, который запускает транскрипцию репортерного гена (например, вырабатывающего некий флуоресцентный белок), иначе репортерный ген не транскрибируется и сигнал не наблюдается.
Плюсы метода в том, что он достаточно прост, не требует специального оборудования, проводится в эукариотических клетках in vivo и может применяться для целых библиотек, что делает дрожжевую двугибридную систему широко распространенным подходом для построения интерактомов.
Однако дрожжевая двугибридная система зачастую дает ложноположительные и ложноотрицательные результаты:
- Ложноположительные срабатывания могут иметь разную природу и зависят от типа системы. Среди причин ложноположительных результатов может быть случай, когда белки способны взаимодействовать физически, но при этом в живом организме обычно этого не делают, потому что находятся в разных местах клетки, или вообще синтезируются в разных типах клеток. Также ложноположительность может быть вызвана взаимодействием белка-жертвы с репортерным белком. Часто в интерактомах встречаются «липкие» белки, которые способны неспецифически взаимодействовать с большим числом разнообразных белков (такими «липкими» белками могут быть, например, некорректно свернутые или неструктурированные белки), однако в реальной клетке, скорее всего, эти белки не могут взаимодействовать сразу со всеми партнерами и, вероятно, найденные взаимодействия в действительности неспецифичны[4].
- Ложноотрицательные срабатывания также могут объясняться несколькими причинами. В классической системе с Gal4 сложно обнаружить взаимодействия мембранных белков[18]. Также связь между двумя белками может быть несимметрична, и результат эксперимента будет зависеть от того, какой белок входит в наживку, а какой в жертву. Ещё одной причиной ложноотрицательного ответа может быть тот факт, что настоящее взаимодействие белков не в контексте дрожжевой двугибридной системы может быть вызвано посттрансляционными модификациями, а в условиях эксперимента этих модификаций нет, или же в эксперименте белки не могут правильно свернуться для формирования правильного контакта. Наконец, при ПЦР для создания конструкций белок-наживка и белок-жертва могут возникать ошибки и мутации в получаемых белках, которые могут препятствовать взаимодействию[4].

Другой частоиспользуемый способ определения взаимодействия белков — ко-иммунопреципитация (англ. co-immunoprecipitation) с последующей масс-спектрометрией. Ко-иммунопреципитация — частный случай аффинной хроматографии. Она позволяет определить белковые комплексы, из которых можно построить интерактом (так называемые co-complex networks или co-complex connections). Метод заключается в выполнении следующего неформального алгоритма:
1. Сделать лизис клеток при помощи неионного денатуранта;
2. Добавить в лизат специфические антитела, которые связываются с интересующими исследователей белками;
3. Удалить не связанные с антителами белки;
4. Остаток проанализировать при помощи масс-спектрометрии. Если связь между белками A и B есть, то при масс-спектрометрии в образец помимо связанного с антителом белка A попадет и связанный с белком A белок B.

Плюсы технологии в том, что исследуемые белки находятся в естественной конформации во время опыта, и в ходе эксперимента взаимодействие между белками не должно нарушаться. Однако ко-иммунопреципитация может не детектировать слабое взаимодействие или отличить прямое взаимодействие от непрямого (при участии белков-посредников, чье присутствие не может быть исключено в этом методе).
Оба метода могут использоваться в высокопроизводительных экспериментах. Комбинация ко-иммунопреципитации и масс-спектрометрии не имеет таких проблем с ложноположительными и ложноотрицательными срабатываниями, как дрожжевая двугибридная система, и используются в качестве золотого стандарта. В целом, двугибридная дрожжевая система лучше показывает неспецифические физические взаимодействия, в то время как метод ко-иммунопреципитации с масс-спектрометрией лучше детектирует функциональные белок-белковые взаимодействия in vivo.

## Изучение интерактомов различных видов живых организмов

### Вирусные интерактомы
Белковые вирусные интерактомы содержат взаимодействия между белками вирусов или фагов. Эти интерактомы изучались одними из первых, поскольку геномы вирусов и фагов невелики и все белки могу быть проанализированы с небольшими затратами. Вирусные интерактомы связаны с интерактомами их хозяев, формируя сети взаимодействий вируса и хозяина. Некоторые опубликованные вирусные интерактомы включают:

#### Бактериофаги
- Escherichia coli бактериофаг лямбда[25];
- Escherichia coli бактериофаг T7[англ.][26];
- Streptococcus pneumoniae бактериофаг Dp-1[27];
- Streptococcus pneumonia бактериофаг Cp-1[28].

#### Вирусы человека (млекопитающих)
- Вирус ветряной оспы человека (VZV)[29];
- Вирус Шандипуры[англ.][30];
- Вирус Эпштейна-Барр (EBV)[31];
- Вирус гепатита C (HPC)[32];
- Вирус гепатита E[англ.] (HEV)[33];
- Вирус простого герпеса первого типа (HSV-1)[31];
- Герпесвирус, ассоциированный с саркомой Капоши (KSHV)[31];
- Цитомегаловирус мыши (mCMV)[31].

### Бактериальные интерактомы
Лишь для немногих бактерий были проведены исследования белок-белковых взаимодействий, однако ни один из полученных бактериальных интерактомов не является полным. Предположительно, ни один из них не покрывает больше, чем 20—30 % всех взаимодействий, в основном из-за того, что проведенные исследования включали только один метод, позволяющий детектировать лишь некоторое подмножество всех взаимодействий. Среди опубликованных бактериальных интерактомов представлены следующие:
| Вид                          | Количество белков | Количество взаимодействий | Метод | Источники     |
| Helicobacter pylori          | 1553              | 3004                      | Y2H   | [ 35 ] [ 36 ] |
| Campylobacter jejuni         | 1623              | 11 687                    | Y2H   | [ 37 ]        |
| Treponema pallidum           | 1040              | 3649                      | Y2H   | [ 38 ]        |
| Escherichia coli             | 4288              | 5993                      | AP/MS | [ 39 ]        |
| Escherichia coli             | 4288              | 2234                      | Y2H   | [ 40 ]        |
| Mesorhizobium loti           | 6752              | 3121                      | Y2H   | [ 41 ]        |
| Mycobacterium tuberculosis   | 3959              | более 8000                | B2H   | [ 42 ]        |
| Mycoplasma pneumoniae        | 411               | 10 083                    | AP/MS | [ 43 ]        |
| Synechocystis sp. PCC6803    | 3264              | 3236                      | Y2H   | [ 44 ]        |
| Staphylococcus aureus (MRSA) | 2656              | 13 219                    | AP/MS | [ 45 ]        |

Интерактомы E.coli и Mycoplasma были проанализированы с помощью крупномасштабной аффинной очистки и масс-спектрометрии белкового комплекса (в таблице обозначается AP/MS), следовательно, не так просто определить, какие из взаимодействий в действительности прямые. Остальные интерактомы исследовались с помощью двугибридной дрожжевой системы (в таблице — Y2H). Интерактом Mycobacterium tuberculosis был проанализирован с помощью бактериального аналога двугибридной дрожжевой системы (B2H).
Некоторые интерактомы были предсказаны с использованием вычислительных методов.

### Эукариотические интерактомы
Пока ни один интерактом эукариот не был полностью описан. Наиболее охарактеризованным является интерактом дрожжей Saccharomyces cerevisiae, для построения которого было исследовано более 90 % белков и их взаимодействий. Виды, чьи интерактомы относительно хорошо изучены, включают:
- Schizosaccharomyces pombe[49][50];
- Caenorhabditis elegans;
- Drosophila melanogaster;
- Человек (Homo sapiens).

Интерактом для человека часто включается в построение сетей взаимодействий вируса и хозяина, таких как интерактомы гепатит C/человек (2008), вирус Эпштейна — Барр/человек (2008) и вирус гриппа/человек (2009). Исследование таких интерактомов позволяет детектировать молекулярные компоненты, необходимые для реализации патогена в организме хозяина и для возникновения иммунного ответа.

### Предсказанные интерактомы
Как уже было описано, белок-белковые взаимодействия могут быть предсказаны. Несмотря на то, что надежность таких предсказаний остается спорной, из полученных интерактомов можно извлечь некоторые закономерности и проверить их экспериментально. Для некоторых видов были получены предсказанные интерактомы, в том числе:
- Человек разумный (Homo sapiens)[54];
- Рис (Oryza sativa)[55];
- Xanthomonas oryzae[англ.][56];
- Резуховидка Таля (Arabidopsis thaliana)[57];
- Томат (Solanum lycopersicum)[58];
- Репа (Brassica rapa)[59];
- Кукуруза (Zea mays)[60];
- Populus trichocarpa[61].

## Математические методы изучения интерактомов

### Интерактомика как приложение теории сложных сетей к биологическим задачам
Сетевая составляющая интерактомики исследует представление реальной биологической сети в виде графа. Граф G — упорядоченная пара двух множеств — вершин и пар вершин. Пара вершин из этого множества называется ребром. Подробнее про графы рассказано в статье Граф (математика), для понимания нижеизложенного материала более подробных сведений не требуется. К интерактомному графу в полной мере применим весь арсенал теории сложных сетей.
В теории графов на данный момент существует известная путаница в терминологии. В разных работах используются разные слова для обозначения одних и тех же вещей. Таким образом, следующие наборы слов синонимичны:
- «граф» и «сеть»
- «узел», «вершина» и «точка»
- «ребро» и «связь»

Степень узла (англ. degree) — количество связей, входящих в узел и выходящих из узла. Для ориентированных графов эта характеристика распадается на две части: полустепень захода (англ. indegree) и полустепень выхода (англ. outdegree) — количество связей, входящих в узел и количество связей, выходящих из узла, соответственно.
Распределение степеней (англ. degree distribution) вершин графа описывает количество узлов (в контексте протеинового интерактома, белков), у которых есть определённое количество связей.
Некоторые интерактомы безмасштабны. Это значит, что степени их вершин распределены по степенному закону (англ. power law):
{\displaystyle P(X=x)\sim x^{-\alpha }},
где {\displaystyle P(X=x)} — вероятность найти узел со степенью x, {\displaystyle \alpha } — показатель масштаба.

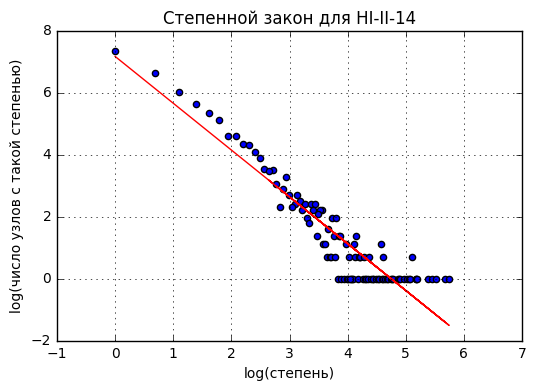
График распределения степеней для человеческого интерактома версии HI-II-14 на основе данных проекта Human Reference Protein Interactome (обе шкалы логарифмические)

Эта зависимость отображается как прямая линия на графике с логарифмическими шкалами. При исследовании реальных данных идеальной прямой почти никогда наблюдаться не будет, а приблизительная прямая на графике не является достаточным подтверждением соответствия степенному закону, однако существуют количественные тесты на это соответствие.
Самый популярный из ныне использующихся был представлен группой М. Ньюмана в 2009 году в статье «Power-law distributions in empirical data». Тест использует статистику Колмогорова-Смирнова и интерпретируется так же, как и другие тесты на основе КС-статистики: p-value больше порога являются значимыми, не наоборот. Существует реализация этого теста на соответствие степенному закону в пакете для анализа сетей igraph.
Безмасштабные сети порождаются некоторыми моделями, в частности, моделью Барабаши-Альберт, основанной на принципе предпочтительного присоединения, называемым в социологии эффектом Матфея — «богатые богатеют, бедные беднеют», а также её модификацией — моделью Модель Бианкони-Барабаши, в которой для каждой вершины вводится фиксированная во времени характеристика «приспособленности», и, чем она больше, тем больше новых связей получает вершина при эволюции сети.
В оригинальной модели Барабаши-Альберт в качестве ранга узла для оценки предпочтительности присоединения использовались сами степени, но, как показали Дженсен и Пралат в статье «Rank-based attachment leads to power law graphs», что использовать в качестве ранга, абсолютно не важно, если есть присоединение по рангу, то рано или поздно проявится степенной закон.
Несмотря на вышесказанное, пока не известно, насколько распространённым свойством безмасштабность является для интерактомов. Часто после более тщательной статистической проверки интерактомы, изначально признанные безмасштабными, такими не оказываются. Вопрос о распространенности безмасштабности в интерактомике на данный момент является открытым. Ситуация осложняется тем, что вообще-то ни одного полного экспериментального интерактома никто ещё не собрал (на момент 01.04.2017), и как ошибка во взятии выборки влияет на оценки распределения степеней — вопрос тоже открытый.

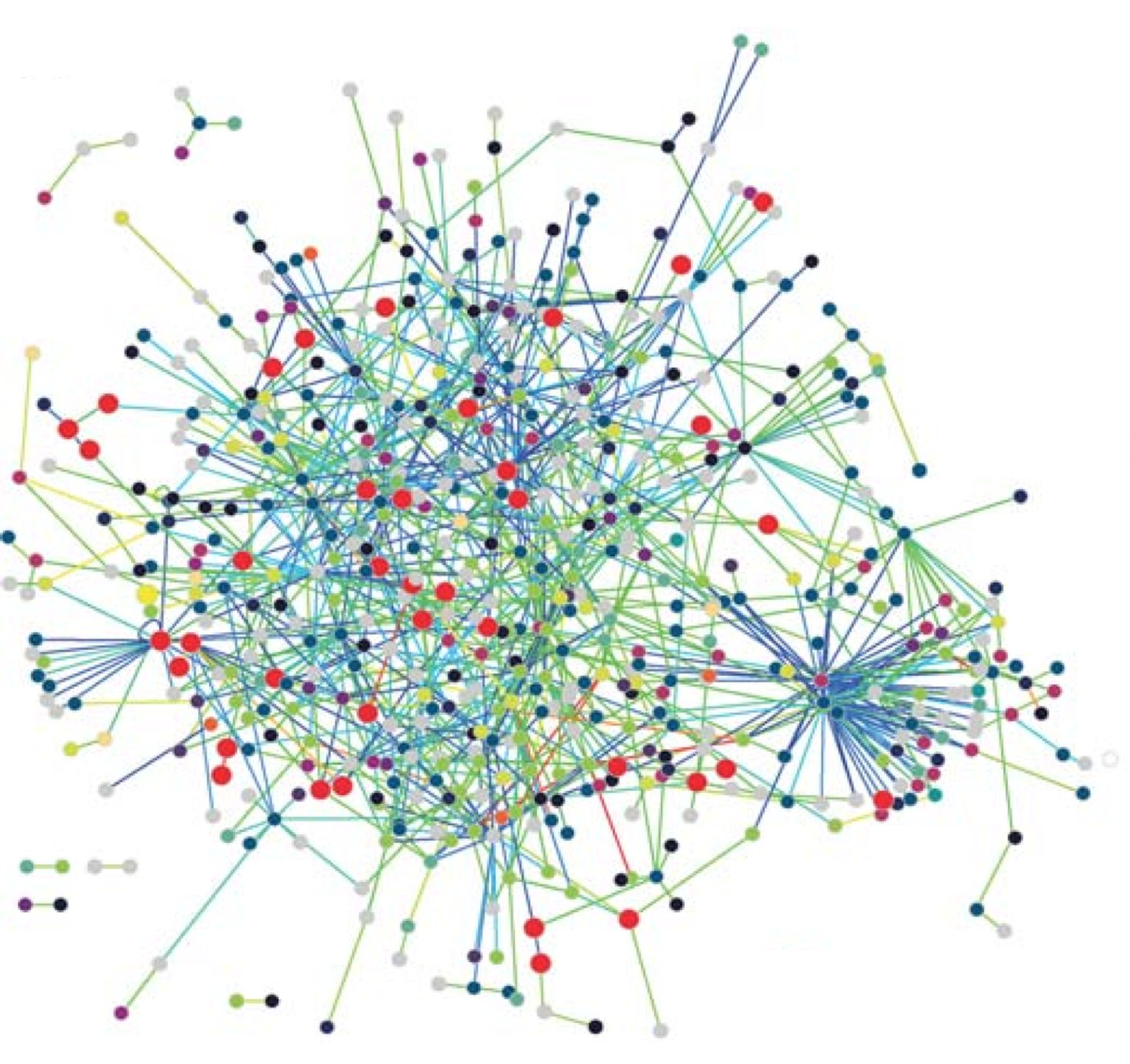
Белковый интерактом Treponema pallidum

Хаб — узел с большим количеством связей. Хабы, объединяющие белки по функциональным модулям, такие как белковые комплексы, называются «party hub». с другой стороны, «date hub» не имеет такой корреляции и соединяют различные функциональные модули. Party hubs находятся преимущественно в наборах данных, полученных в AP/MS, в то время как date hubs находятся в основном в бинарных картах сетей интерактома. Party hub в основном состоит из белков с несколькими поверхностями взаимодействий, тогда как date hub обычно представлен белками с одной поверхностью взаимодействия. В дрожжах количество бинарных взаимодействий определённого белка коррелирует с числом фенотипов, наблюдаемых при различных мутациях и физиологических условиях.
Важной задачей теории сложных сетей является поиск сообществ в сети. Если в социальной сети «сообщества» (англ. community) являются сообществами людей, то в контексте интерактомов «сообщества» — это группы взаимодействующих белков или геном, которые могут составлять метаболический путь или регуляционную подсистему. Это применение является ключевым для интерактомики как для части предсказательной медицины, потому что многие болезни вызываются значительными нарушениями функционирования клеток, которые возможно обнаружить при помощи определения той части интерактома, которая начинает работать неправильно.
В этом направлении наблюдается прогресс, отдельно стоит отметить такие работы, как DIAMOnD — алгоритм определения болезненного модуля, основанный на систематическом анализе паттернов связей белков, участвующих в болезни, внутри человеческого интерактома. Авторы, группа под руководством одного из «отцов» теории сложных сетей Ласло Барабаши, проанализировали белковые данные о 70 болезнях и обнаружили, что белки, участвующие в развитии болезней, действительно группируются в специфических для каждой болезни частях интерактома — болезненных модулях (англ. disease modules) и предложили алгоритм поиска таких модулей.

### Предсказание белок-белковых взаимодействий
Помимо составления интерактомов из экспериментальных данных, возможно также предсказание связей в интерактомах in silico. Задачу предсказания связи можно поставить как задачу бинарной классификации. Связь в интерактоме может относиться к одному из двух классов:
- Существующая связь (1)
- Отсутствующая связь (0)

Затем, при помощи информации о свойствах каждого из связанных генов или белков и методов машинного обучения можно определить для каждой связи, к какому классу она относится. Некоторые из используемых характеристик — колокализация белков-кандидатов в клетке, ко-экспрессия их генов, близость генов в геноме и т. д. Одним из успешных методов в такого рода алгоритмах оказался случайный лес (Random forest). Полученные связи можно взвесить, добавив информацию о вероятности существования такой связи, как это делается, например в нижеописанном проекте PIPs, использующем наивный Байесовский классификатор. Методы машинного обучения применялись для предсказания взаимодействий в интерактоме человека, в частности, в интерактоме мембранных белков или белков, ассоциированных с шизофренией.
На основании экспериментальных данных, связи в интерактомах также можно предсказывать с помощью переноса по гомологии. К примеру, если известны белок-белковые взаимодействия для некоторого организма, можно предположить наличие взаимодействий между гомологичными белками в другом организме. Такие белки называют интерологами. Однако у данного подхода есть определённые ограничения, в основном из-за ненадежности исходных данных, которые могут содержать ложноположительные или ложноотрицательные результаты. К тому же, белки и взаимодействия между ними могут изменяться в ходе эволюции, поэтому некоторые контакты исчезают или, наоборот, возникают. Несмотря на это, с помощью такого подхода было предсказано множество интерактомов, например, для Bacillus licheniformis.
Некоторые алгоритмы используют экспериментальные данные о структурных комплексах и атомную структуру поверхностей связывания во взаимодействующих белках, чтобы создать детализированные атомарные модели белок-белковых комплексов и комплексов белков с другими молекулами.
Одна из нерешенных на данный момент проблем предсказания связей состоит в присутствии шума в данных, на которых обучается классификатор. Вышеописанные экспериментальные методы вносят свои ложноположительные и ложноотрицательные результаты, что может добавить систематическую ошибку в классификатор. Это можно поправить, например, при помощи детекции аномалий, как предлагают Сингх и Виг в своей работе «Improved prediction of missing protein interactome links via anomality detection». Однако проблема неточности экспериментальных методов все ещё сохраняется.

### Интеллектуальный анализ текстов
Интеллектуальный анализ текста (text mining) также пытаются использовать для того, чтобы получать информацию о молекулярных взаимодействиях непосредственно из научной литературы. Такие методы ранжируются от простых алгоритмов, статистически оценивающих вероятность совместного нахождения (в данном случае, взаимодействия) молекул, упомянутых в одинаковом текстовом контексте (например, в одном предложении), до более сложных методов обработки естественного языка и машинного обучения для поиска взаимодействий.

### Предсказание функций белков
Сети белковых взаимодействий используются для предсказания функции белков. Предполагается, что неохарактеризованные белки имеют сходные функции с взаимодействующими с ними белками. Например, YbeB, считавшийся белком с неизвестной функцией, по интерактому взаимодействует с рибосомальными белками и, как было показано позже, участвует в процессе трансляции. Хотя такие предсказания функции могут быть основаны и на одиночном взаимодействии с некоторым белком, обычно имеется информация о нескольких контактах с разными белками. Таким образом, вся сеть взаимодействий может быть использована для предсказания функций белков.

### Анализ нарушений и заболеваний
По топологии интерактома можно делать предположения о том, как сеть взаимодействий будет изменяться при нарушении (например, удалении) одного из узлов (белков) или ребер (белковых взаимодействий). Такие нарушения могут вызываться мутациями в соответствующих генах, а полученная сеть взаимодействий будет отражать некоторое заболевание. Анализ такой сети может помочь в поиске мишеней лекарств или биомаркеров заболеваний.

### Валидация интерактомов
Прежде чем использовать собранный интерактом для анализа, следует проверить его на наличие ошибок. Если интерактом получен экспериментальным путем, то обязательно присутствует ошибка эксперимента, а если in silico, то ошибка алгоритма предсказания. Ошибка высокопроизводительных экспериментальных методов вроде дрожжевой двугибридной системы, по разным оценкам, составляет где-то между 25 % и 50 %.
Для контроля качества в основном применяются следующие методы:
1. Использование предыдущих публикаций интерактомных данных в качестве референса;
2. Сопоставление связей, имеющих различную природу. Если белки взаимодействуют (бинарно, как обнаруживает дрожжевая двугибридная система), то они, возможно, находятся в одном месте в клетке, соответствующие гены коэкспрессируются, а при проведении нокаутных опытов наблюдаемые фенотипы должны быть похожи. Соответственно, наблюдение этих событий должно увеличивать оценку вероятности взаимодействия изучаемых генов;
3. Предсказанные in silico связи могут быть проверены при помощи экспериментов.

### Задача выравнивания графов
В интерактомике (при валидации, при применении для поиска причин заболеваний и т. д.) встречается важная задача выравнивания графов (англ. graph alignment). Суть задачи в отображении одного графа на другой таким образом, чтобы графы были как можно более «похожи». Трудности начинаются уже на этапе определения степени «похожести» двух графов. Поскольку можно по-разному определить, что значит похожесть графов, то для выравнивания графов тоже может быть несколько разных определений, но они будут отличаться в принципе только разными определениями похожести и постановка задачи выравнивания графов выглядит примерно следующим образом:
Даны два графа {\displaystyle G_{1}(V_{1},E_{1})} и {\displaystyle G_{2}(V_{2},E_{2})}. Задан функционал качества выравнивания {\displaystyle Q(G_{1},G_{1},f)}. Требуется найти функцию выравнивания {\displaystyle f:V_{1}\rightarrow V_{2}}, которая максимизирует функционал качества.
Существует алгоритм, применимый именно для задач интерактомики — NetAligner, однако этот веб-сервис больше не поддерживается разработчиками. NetAligner предоставлял исследователям следующие возможности для видов Homo sapiens, Mus muscusus, Drosophila melanogaster, Arabidopsis thaliana, Saccharomyces cerevisiae, Escherichia coli и Caenorhabditis elegans:
- Выравнивание белкового комплекса на интерактом;
- Выравнивание метаболического пути на интерактом;
- Выравнивание интерактома на интерактом.

## Базы интерактомных данных
Существует множество баз интерактомных данных, и существующие базы могут быть классифицированы по-разному.
Базы интерактомных данных можно разделить:
1. По способу получения данных:
  1. экспериментальные (литературно-курируемые (англ. literature-curated) и высокопроизводительные (англ. high-throughput));
  2. предсказание in silico;
  3. метаагрегация;
2. По исследуемому виду (видам);
3. По типу связи:
  1. прямая бинарная связь (есть или нет прямого физического взаимодействия);
  2. небинарные связи, возможные без прямого физического взаимодействия[98], получаемые ко-комплексными (англ. co-complex) методами вроде ко-иммунопреципитации[99], совмещенной с масс-спектрометрией;
  3. разные наборы сетей (для метаагрегаторов);
  4. бинарная связь, предсказываемая in silico.

| Название базы                                                    | Краткое описание базы | Виды | Тип сети                                                                | Организация                                                                      | Статус |
| ---------------------------------------------------------------- | --- | --- | ----------------------------------------------------------------------- | -------------------------------------------------------------------------------- | --- |
| Human Reference Protein Interactome Project                      | Проект референского интерактома человека                                                                                     | Homo sapiens | Бинарная, получаемая при помощи дрожжевой двугибридной системы          | Center for Cancer Systems Biology                                                | Активна, продолжаются эксперименты по получению новой версии человеческого протеинового интерактома (HI-III), что должно составить примерно 77 % от всего пространства поиска |
| Molecular Interaction Database (MINT)                            | Агрегатор литературно-курируемых экспериментальных данных о разных организмах                                                | На момент 01.04.2017 611 видов | co-complex и бинарная                                                   | Molecular Genetics Laboratory, University of Rome, «Tor Vergata»                 | Активна |
| Database of Interacting Proteins                                 | Агрегатор литературно-курируемых экспериментальных данных о разных организмах                                                | Escherichia coli Rattus norvegicus Homo sapiens Saccharomyces cerevisiae Mus musculus Drosophila melanogaster Helicobacter pylori | Разные виды связей (co-complex, бинарная)                               | University of California, Los Angeles                                            | Не доступна (дата доступа 01.04.2017) |
| Biological Interaction Network Databank (Database)               | Агрегатор литературно-курируемых экспериментальных данных о разных организмах                                                | Homo sapiens Saccharomyces cerevisiae Mus musculus Helicobacter pylori                                                            | Разные виды связей                                                      | Samuel Lunenfeld Research Institute at Mount Sinai Hospital, Toronto             | Не доступна из-за проблем с финансированием |
| GeneMANIA                                                        | Сервис для предсказания функций генов in silico на основе агрегированных данных из других баз                                | На момент 01.04.2017 9 видов | Разные виды связей                                                      | University of Toronto                                                            | Активна |
| High-quality interactomes (HINT)                                 | Курируемый агрегатор экспериментальных данных                                                                                | На момент 01.04.2017 12 видов | Разные виды связей                                                      | Yu Lab, Cornell University                                                       | Активна, обновляется каждый день |
| IntAct Molecular Interaction Database                            | Курируемый агрегатор экспериментальных данных (из 11 баз данных молекулярных взаимодействий)                                 | На момент 01.04.2017 7 основных видов                                                                                             | Разные виды связей                                                      | Cambridge                                                                        | Активна |
| Biological General Repository for Interaction Datasets (BioGRID) | Курируемый агрегатор экспериментальных и предсказанных in silico данных                                                      | Список видов указан на | Разные виды связей                                                      | Princeton, Mount Sinai Hospital, University of Edinburgh, University of Montreal | Активна |
| Integrated Network Database (IntNetDB)                           | Предсказанная in silico сеть                                                                                                 | Homo sapiens | Бинарная in silico                                                      | hanlab.genetics.ac.cn                                                            | Не доступна (дата доступа 01.04.2017) |
| The Drosophila Interactions Database (DroID)                     | Курируемый агрегатор данных об интерактоме дрозофилы, как и экспериментальных, так и предсказанных in silico                 | Drosophila melanogaster | Разные виды связей (в том числе предсказанные in silico)                | Wayne State University School of Medicine                                        | Активна |
| The Arabidopsis Infrormation Resource (TAIR)                     | База всех биологических данных по резуховидке Таля, включая неинтерактомные (просеквенированный геном, генные карты и т. д.) | Arabidopsis thaliana | Разные виды связей (в том числе предсказанные in silico)                | Phoenix Bioinformatics Corporation                                               | Активна |
| Human Protein-Protein Interaction Prediction (PIPs)              | База данных человеческих протеиновых связей, предсказанных in silico                                                         | Homo sapiens | Предсказанные in silico при помощи наивного Байесовского классификатора | University of Dundee                                                             | Активна |
| Predicted Rice Interactome Network (PRIN)                        | База данных предсказанных in silico белок-белковых взаимодействий риса                                                       | Oryza sativa | Предсказанные in silico на основе интерологов                           | Zhejiang University                                                              | Активна |

## Открытые проблемы интерактомики
Kiemer и Cesareni подняли следующую проблему: экспериментальные методы изучения интерактомов склонны к ошибкам, приводящим к тому, что 30 % всех найденных взаимодействий на самом деле являются артефактами (две группы исследователей, использующие одинаковый метод на одном организме находят только 30 % одинаковых взаимодействий). Также методы могут быть предвзятыми, т.е от используемого метода зависит какие именно взаимодействия будут найдены. Это связано с индивидуальными свойствами белков, например, большинство методов, которые хорошо работают с растворимыми белками, не подходят для исследования мембранных белков. Это также верно для двугибридной дрожжевой системы и афинной хроматографии/масс-спектрометрии.
Большинство интерактомов являются неполными, за исключением S. cerevisiae. Но такое замечание не совсем корректно, поскольку никакая научная область не является достаточно полной, пока не усовершенствованы методики. Интерактомика в 2015 году находится на той же стадии, на которой геномное секвенирование находилось в 1990-х.
Интерактомы могут различаться в разных тканях, типах клеток и стадиях развития, пока геномы остаются стабильными. В то время как гомологичные последовательности ДНК можно найти достаточно легко, гомологичные взаимодействия предсказать трудно, поскольку гомологи двух взаимодействующих белков не обязаны взаимодействовать.